# Fiú 100 méteres gyorsúszás a 2010. évi nyári ifjúsági olimpiai játékokon
A 2010. évi nyári ifjúsági olimpiai játékokon az úszás fiú 100 méteres gyorsúszás versenyszámát augusztus 19. és augusztus 20. között rendezték a Singapore Sports Schoolban.

## Előfutamok

### 1. Futam
| H  | P | Név                             | Nemzet          | Idő     | Mj  |
| -- | - | ------------------------------- | --------------- | ------- | --- |
| 1. | 2 | Cristian Quintero               | Venezuela       | 50.82   | Q   |
| 2. | 4 | Ulziibadrakh Gantulga           | Mongólia        | 59.35   |     |
| 3. | 3 | Francois Mallack                | Szenegál        | 1:01.21 |     |
| 4. | 5 | Cristofer Jimenez               | Nicaragua       | 1:02.32 |     |
| 5. | 8 | Richard Francis Regis           | Grenada         | 1:02.69 |     |
| 6. | 7 | Tsilavina Andritina Ramanantsoa | Madagaszkár     | 1:02.80 |     |
| 7. | 1 | Soule Soilihi                   | Comore-szigetek | 1:18.38 |     |
|    | 6 | Abdourahman Osman               | Dzsibuti        |         | DNS |

### 2. Futam
| H  | P | Név                    | Nemzet          | Idő     | Mj |
| -- | - | ---------------------- | --------------- | ------- | -- |
| 1. | 6 | Jonathan Ponson        | Aruba           | 54.14   |    |
| 2. | 5 | Julien Brice           | Saint Lucia     | 55.01   |    |
| 3. | 3 | Brian Forte            | Jamaica         | 55.62   |    |
| 4. | 4 | Ahmed Salam Al-Dulaimi | Irak            | 56.09   |    |
| 5. | 2 | Szergej Pevinev        | Örményország    | 56.97   |    |
| 6. | 7 | Abdul Allolan          | Katar           | 57.14   |    |
| 7. | 1 | David Buruchara        | Comore-szigetek | 58.17   |    |
| 8. | 8 | Ghulam Muhammad        | Pakisztán       | 1:02.68 |    |

### 3. Futam
| H  | P | Név                        | Nemzet                  | Idő   | Mj |
| -- | - | -------------------------- | ----------------------- | ----- | -- |
| 1. | 4 | Bertug Coskun              | Törökország             | 52.48 |    |
| 2. | 2 | Oussama Sahnoune           | Algéria                 | 52.54 |    |
| 3. | 7 | Pierre Keune               | Dél-afrikai Köztársaság | 52.94 |    |
| 4. | 3 | Kevin Salvador Avila Soto  | Guatemala               | 53.12 |    |
| 5. | 5 | Hoàng Quý Phước            | Vietnám                 | 53.36 |    |
| 6. | 6 | Gustavo Manuel Silva Santa | Portugália              | 53.76 |    |
| 7. | 1 | Hazem Tashkandi            | Szaúd-Arábia            | 54.23 |    |
| 8. | 8 | Quinton Delie              | Namíbia                 | 54.40 |    |

### 4. Futam
| H  | P | Név                  | Nemzet         | Idő   | Mj |
| -- | - | -------------------- | -------------- | ----- | -- |
| 1. | 3 | Ivan Levaj           | Horvátország   | 51.23 | Q  |
| 2. | 6 | Yong En Clement Lim  | Szingapúr      | 51.40 | Q  |
| 3. | 2 | Jessie Lacuna        | Fülöp-szigetek | 52.10 |    |
| 4. | 8 | Dion Dreesens        | Hollandia      | 52.38 |    |
| 5. | 5 | Jeremy Bagshaw       | Kanada         | 52.54 |    |
| 6. | 7 | Arren Xin Hui        | Szingapúr      | 52.69 |    |
| 7. | 4 | Matthew Stanley      | Új-Zéland      | 52.80 |    |
| 8. | 1 | Juan Manuel Arbelaez | Kolumbia       | 53.08 |    |

### 5. Futam
| H  | P | Név                 | Nemzet        | Idő   | Mj  |
| -- | - | ------------------- | ------------- | ----- | --- |
| 1. | 6 | Kevin Leithold      | Németország   | 51.01 | Q   |
| 2. | 3 | Bernek Péter        | Magyarország  | 51.40 | Q   |
| 3. | 2 | Raphael Stacchiotti | Luxemburg     | 51.74 | Q   |
| 4. | 7 | Aaron Angel Souza   | India         | 51.76 | Q   |
| 5. | 5 | Aitor Martinez      | Spanyolország | 51.84 | Q   |
| 6. | 1 | Roberto Strelkov    | Argentína     | 52.15 |     |
| 7. | 8 | Sebastian Arispe    | Peru          | 52.27 |     |
| 8. | 4 | Tommaso Romani      | Olaszország   |       | DNS |

### 6. Futam
| H  | P | Név              | Nemzet      | Idő   | Mj |
| -- | - | ---------------- | ----------- | ----- | -- |
| 1. | 6 | Kenneth To       | Ausztrália  | 50.67 | Q  |
| 2. | 2 | Marius Radu      | Románia     | 51.61 | Q  |
| 3. | 8 | Pjotr Degtjarjov | Észtország  | 51.85 | Q  |
| 4. | 7 | Victor Rodrigues | Brazília    | 51.92 | Q  |
| 5. | 5 | Ching Tat Lum    | Hongkong    | 52.33 |    |
| 6. | 3 | Alessio Torlai   | Olaszország | 52.71 |    |
| 7. | 1 | Mans Hjelm       | Svédország  | 53.31 |    |
| 8. | 4 | Andrij Hovorov   | Ukrajna     | 56.15 |    |

### 7. Futam
| H  | P | Név                 | Nemzet           | Idő   | Mj |
| -- | - | ------------------- | ---------------- | ----- | -- |
| 1. | 3 | Velimir Stjepanović | Szerbia          | 51.16 | Q  |
| 2. | 6 | Medhy Metella       | Franciaország    | 51.25 | Q  |
| 3. | 2 | Justin James        | Ausztrália       | 51.62 | Q  |
| 4. | 4 | He Jianbin          | Kína             | 51.83 | Q  |
| 5. | 7 | Andrej Usakov       | Oroszország      | 51.92 | Q  |
| 6. | 8 | Yeray Lebon         | Spanyolország    | 52.00 |    |
| 7. | 1 | Thomas Stephens     | Egyesült Államok | 52.20 |    |
| 8. | 5 | Abdullah Altuwaini  | Kuvait           | 52.74 |    |

## Elődöntő

### 1. Futam
| H  | P | Név                 | Nemzet        | Idő   | Mj |
| -- | - | ------------------- | ------------- | ----- | -- |
| 1. | 3 | Medhy Metella       | Franciaország | 50.21 | Q  |
| 2. | 4 | Cristian Quintero   | Venezuela     | 50.55 | Q  |
| 3. | 5 | Velimir Stjepanović | Szerbia       | 50.56 | Q  |
| 4. | 6 | Marius Radu         | Románia       | 50.88 | Q  |
| 5. | 7 | He Jianbin          | Kína          | 50.89 | Q  |
| 6. | 8 | Andrej Usakov       | Oroszország   | 51.49 |    |
| 7. | 2 | Raphael Stacchiotti | Luxemburg     | 51.67 |    |
| 8. | 1 | Pjotr Degtjarjov    | Észtország    | 52.67 |    |

### 2. Futam
| H  | P | Név                  | Nemzet        | Idő   | Mj |
| -- | - | -------------------- | ------------- | ----- | -- |
| 1. | 4 | Kenneth To           | Ausztrália    | 49.96 | Q  |
| 2. | 5 | Kevin Leithold       | Németország   | 50.65 | Q  |
| 3. | 2 | Justin James         | Ausztrália    | 51.44 | Q  |
| 4. | 1 | Aitor Martinez       | Spanyolország | 51.46 |    |
| 5. | 7 | Aaron Angel Souza    | India         | 51.49 |    |
| 6. | 3 | Ivan Levaj           | Horvátország  | 51.75 |    |
| 7. | 6 | Yong En Clement Yong | Szingapúr     | 51.75 |    |
| 8. | 8 | Victor Rodrigues     | Brazília      | 52.07 |    |

## Döntő
| H     | P | Név                 | Nemzet        | Idő   | Mj |
| ----- | - | ------------------- | ------------- | ----- | -- |
| Arany | 5 | Medhy Metella       | Franciaország | 49.99 |    |
| Ezüst | 6 | Velimir Stjepanović | Szerbia       | 50.25 |    |
| Bronz | 4 | Kenneth To          | Ausztrália    | 50.29 |    |
| 4.    | 3 | Cristian Quintero   | Venezuela     | 50.47 |    |
| 5.    | 1 | He Jianbin          | Kína          | 50.69 |    |
| 6.    | 7 | Marius Radu         | Románia       | 50.76 |    |
| 7.    | 2 | Kevin Leithold      | Németország   | 50.93 |    |
| 8.    | 8 | Justin James        | Ausztrália    | 51.21 |    |

## Fordítás
Ez a szócikk részben vagy egészben  a   Swimming at the 2010 Summer Youth Olympics – Boys' 100 metre freestyle című angol Wikipédia-szócikk fordításán alapul.  Az eredeti cikk szerkesztőit annak laptörténete sorolja fel. Ez a jelzés csupán a megfogalmazás eredetét és a szerzői jogokat jelzi, nem szolgál a cikkben szereplő információk forrásmegjelöléseként.